# 드미트리 세르게예프 (유도 선수)
드미트리 니콜라예비치 세르게예프(러시아어: Дми́трий Никола́евич Серге́ев, 1968년 12월 22일~)는 러시아의 유도 선수, 지도자이다. 1992년 하계 올림픽 남자 하프헤비급에서 동메달을 획득했으며 세계 선수권 대회에서 은메달 1개를 획득했다.